# Kiyoshi Okuma
Kiyoshi Okuma (大熊 清 Okuma Kiyoshi?), född 21 juni 1964, är en japansk fotbollsspelare.
Kiyoshi Okuma var tränare för det U20 japanska landslaget 2002-2005.